# Goodwill Zwelithini kaBhekuzulu
Goodwill Zwelithini kaBhekuzulu, né le 14 juillet 1948 à Nongoma en Afrique du Sud et mort le 12 mars 2021 à Durban, est roi de la Nation zouloue de 1968 à 2021, selon la clause des directions traditionnelles de la constitution d'Afrique du Sud.

## Biographie
Goodwill Zwelithini kaBhekuzulu monte sur le trône en 1968, à la mort de son père, le roi Cyprian Bhekuzulu kaSolomon. Le prince Israel Mcwayizeni KaSolomon a été régent de 1968 à 1971 alors que le roi se réfugie à Sainte-Hélène pour éviter d'être assassiné.[Par qui ?]
Zwelithini est sacré roi et huitième monarque des Zoulous lors d'une cérémonie traditionnelle à Nongoma le 3 décembre 1971, en présence de 20 000 personnes.
En avril 1994, peu avant les premières élections multiraciales, il obtient la création de l'Ingonyama Trust Board. Celle-ci administre 2,8 millions d'hectares sur lesquels vivent 4,5 millions de personnes, mais de nombreux cas d'abus ont été signalés. En 2017, une commission d’enquête déclare Ingonyama Trust Act inconstitutionnel et recommande la dissolution du trust. Des militants du Parti Inkatha de la liberté ont répliqué par des menaces et manifesté armés de sagaies. « Certains dans mon entourage étaient prêts à la guerre, mais j'ai dit non », a déclaré Zwelithini. Il a reçu le soutien d'AfriForum, une organisation conservatrice de défense des droits des Boers.  
En 2015, dans un contexte de vague de xénophobie en Afrique du Sud contre des immigrés venus du Mozambique ou de Somalie et donnant lieu à des violences, il demande alors notamment aux étrangers de « faire leurs bagages ».
Connu pour mener un train de vie fastueux, le roi Zwelithini détenait près de 1 500 propriétés dont il pouvait tirer des loyers. Il percevait également 75 000 euros de l’État par an pour son usage personnel.

### Mort
Goodwill Zwelithini kaBhekuzulu meurt le 12 mars 2021 à l'âge de 72 ans, après plusieurs semaines d'hospitalisation à la suite de complications dues à son diabète et du Covid-19.

## Succession
Polygame, Goodwill Zwelithini kaBhekuzulu a 6 épouses officielles et 28 enfants. Son fils, le prince Misuzulu, né en 1974, est son héritier principal depuis la mort de son fils aîné, le prince Lethukuthula, né en 1970, survenue en novembre 2020. Le prince Misuzulu accède au trône à la mort de son père en 2021.